# Аксёнова, Галина Геннадиевна
Галина Геннадиевна Аксёнова (род. 17 июля 1959, Москва) — советский историк кино, педагог, сценаристка, кинорежиссёр
, театровед, переводчица

, кандидат искусствоведения, доцент в Школе-студии им. Вл. И. Немировича-Данченко при МХАТ им. А. П. Чехова. Жена актёра Вениамина Смехова

## Биография
Родилась в 1959 году. Окончила театроведческий факультет СПбГАТИ (ЛГИТМиК) в 1981 году и аспирантуру РАТИ (ГИТИС) в 1988 году. Кандидат искусствоведения (1988). Кандидатская диссертация была посвящена творчеству Питера Брука. Член Союза журналистов и Союза театральных деятелей России.
В течение 15 лет преподавала историю российского кино в летней Русской школе Миддлбери (США), с 2000 по 2009 г. — заместитель директора этой школы. В качестве приглашенного профессора читала курсы лекций в Grinnell College, Emory University, Maryland University, Smith College, Kansas University, Illinois Wesleyan University (США). С 2007 года по 2015 — доцент Школы-студии МХАТ. С 2007 года — лектор международной аспирантской программы Школы-студии МХАТ и Национального театрального института США.
Преподает историю мирового кинематографа, историю российского кинематографа. Специалист по немому кино. Автор научных статей в зарубежных специализированных изданиях. Сценарист и режиссёр документальных телефильмов. Автор публицистических статей, статей о театре и кино в журналах «Театр», «Огонёк», газетах «Вечерняя Москва», «Независимая газета», «Российская газета», колумнист журнала «Русский пионер» («Фильм на выходные»). Переводчик с польского.
Ведущая циклов публичных лекций «Живопись и кинематограф» (Пятницы в «Пушкинском», ГМИИ им. А. С. Пушкина), «Film Fashionista», «Американское кино XX века: между искусством и бизнесом», «Итальянское кино. От начала до последних великих» (Киноклуб ГУМ).
Член совета Международного фестиваля театра и кино «Текстура» (2011—2012). Член жюри конкурса современных пьес фестиваля «Текстура».
Член жюри конкурса студенческих фильмов 33 Международного фестиваля ВГИК (2013).
Лектор — стипендиат образовательной программы имени Майи Брин в Университете Мэриленда (2015).

## Фильмография
Является автором сценария и режиссёром нескольких документальных фильмов.

### Автор сценария
1. 1992 — Сны об Израиле: Фильм 1 «Прогулки по Иерусалиму»
2. 1992 — Сны об Израиле: Фильм 2 «Вечный город»
3. 1992 — Сны об Израиле: Фильм 3 «Мы — израильтяне»
4. 1992 — Сны об Израиле: Фильм 4 «Олим хадашим»
5. 1992 — Сны об Израиле: Фильм 5 «Неизвестный Израиль»
6. 1993 — Луна на сцене
7. 1993 — Слуга двух господ (документальный фильм о театре Габима)
8. 1993 — Шаги по пустыне
9. 1995 — Театр моей памяти (30-серийный цикл документальных фильмов)
10. 2007 — Я забыл погоду детства (документальный фильм о Варламе Шаламове)[11]
11. 2016 — Единица хранения. Фильм 1-й. Александр Довженко и Юлия Солнцева
12. 2016 — Единица хранения. Фильм 2-й. Элем Климов и Лариса Шепитько

### Режиссёр
1. 2011 — Двенадцать месяцев танго (музыкальный фильм)
2. 2013 — Владимир Тендряков. Портрет на фоне времени (документальный фильм о Владимире Тендрякове)[12]
3. 2013 — Кинозвезда между серпом и молотом (документальный фильм о Марине Ладыниной)[13]
4. 2015 — Последний поэт великой войны (документальный фильм о Ионе Дегене)[14]
5. 2015 — Борис Заборов. В поисках утраченного времени (документальный фильм о Борисе Заборове)[15]
6. 2016 — Единица хранения. Фильм 1-й. Александр Довженко и Юлия Солнцева
7. 2016 — Единица хранения. Фильм 2-й. Элем Климов и Лариса Шепитько

## Театр
1. 2015 — «Флейта-позвоночник» В. Маяковский, режиссёр (Театр на Таганке)[16]

## Литературная деятельность

### Книги
- Г. Г. Аксенова, Т. К. Кирш. «Учебный театр». М.: «Русский язык», 1989
- Галина Аксенова «1968-й  и другие годы». М.: Библиотека «Огонек», 1991
- Аксенова Г. Г. Новый Брук: «Вишнёвый сад» и «Трагедия Кармен» // Западное искусство. 20 век. Классическое наследие и современность (Ред. Б. И. Зингерман). — М.: Наука, 1992. — С. 122—132. — ISBN 5-02-012780-9
- Galina Aksenova «A Tragedy in Grey» // Lioubimov: La Taganka. B. Picon-Vallin (Ed.), Paris: Centre National de Recherche Theatrale, 1997. ISBN 2-271-05496-6
- Galina Aksenova «Moscow, Open City. Perception of Neorealism in the USSR in the 1940s-50s» // Incontri con il cinema italiano. A. Vitti (Ed.), Salvatore Sciascia Editore, Italy, 2003
- Galina Aksenova «Textual metamorphoses on the way from fabula to siuzhet: G. Ostrovsky’s film script and V. Todorovsky’s film My Half-Brother Frankenstein» // The First Five Years of 21st-Century Russian Literature. H. Melat (Ed.), Sorbonne University Press, 2006
- Galina Aksenova «History of Russian Cinema» // Advanced Russian through History. B.Rifkin and O.Kagan (Eds.), Yale University Press, 2007
- Галина Аксенова «Большая история маленькой сумки» // Страсти старьёвщика. Рассказы коллекционеров (Ред. Г. Аксенова). — М.: Старое Кино, 2016. — С. 36—55. — ISBN 978-5-9903820-2-2

### Переводы
- 1983 — Михал Русинек «Непотерянный рай». М.: Радуга. 1983[17]
- 1986 — Богдан Чешко. Избранное / сборник: пер. с польского. Сост. В. С. Селиванова/ М.: Радуга. 1986[18]
- 1988 — Славомир Мрожек «Портрет». (Постановка — МХАТ им. А. П. Чехова, реж. В. Козьменко-Делинде, 1988)
- 1988 — Славомир Мрожек «Контракт». Пьеса в 3 актах. М.: ВААП-Информ, 1988. (Постановки — «Контракт» (Московский Театр Сатиры, реж. М. Зонненштраль, 1988), «Контракт на убийство» (Театр Российской Армии, реж. А. Вилькин, 1988)
- 1988 — Мира Михаловска «Роза — это роза, это роза». Монодрама. М.: ВААП-Информ, 1988. (Mira Michałowska, Róża jest różą jest różą)[19].
- Агнешка Осецкая «Звезды эстрады»